# منطقة امرافاتي
امرافاتي رمزها «AM» (بالإنجليزية: Amravati)‏ ، هو تقسيم إداري لدولة الهند تتبع ولاية ماهاراشترا (بالإنجليزية: Maharashtra)‏ ، مركزها هو مدينة امرافاتي (بالإنجليزية: Amravati)‏ عدد سكانها حسب تعداد سنة 2001 هو 2,606,063 ، مساحتها 12,235 كم² وكثافة السكان 213 لكل كم² .